# Pascal Reddig
Pascal Reddig (* 10. April 1995 in Gelnhausen) ist ein deutscher Politiker (CDU) und seit 2025 Mitglied des Deutschen Bundestages.

## Herkunft, Leben und Beruf
Reddig wuchs in Rodenbach als Sohn einer berufstätigen alleinerziehenden Mutter auf. Nach dem Besuch der Grundschule Rodenbach legte er 2013 das Abitur am Franziskanergymnasium Kreuzburg in Großkrotzenburg ab. Anschließend studierte er Rechtswissenschaften an der Universität Bayreuth und der Johannes Gutenberg-Universität Mainz. Während des Studiums arbeitete er unter anderem bei der Forschungsstelle der Familienunternehmen sowie im Wahlkreisbüro eines Bundestagsabgeordneten. Er war Stipendiat der Konrad-Adenauer-Stiftung und legte 2019 die erste juristische Prüfung mit Prädikat ab.
Von 2019 bis 2021 war er als Büroleiter und wissenschaftlicher Mitarbeiter im Deutschen Bundestag tätig. Es folgte das Rechtsreferendariat am Landgericht Hanau, bei der Staatsanwaltschaft Hanau, im Hessischen Innenministerium sowie in zwei Anwaltskanzleien mit Schwerpunkt auf Presse- und Medienrecht. Dieses schloss er 2023 mit der zweiten Staatsprüfung ab. Seit 2024 ist Reddig als angestellter Rechtsanwalt in einer Frankfurter Kanzlei für Presse- und Medienrecht tätig.
Reddig ist römisch-katholisch und ledig.

## Politischer Werdegang
Seit 2011 ist Reddig Mitglied der CDU und der Jungen Union. Von 2012 bis 2015 war er Vorsitzender der Jungen Union Erlensee/Rodenbach, von 2016 bis 2019 Kreisvorsitzender der Jungen Union Main-Kinzig, von 2018 bis 2019 Vorsitzender der CDU Rodenbach und ist seit 2018 einer von vier stellvertretenden Bundesvorsitzenden der Jungen Union Deutschlands. Von 2019 bis 2021 war er Mitglied des CDU-Bundesfachausschusses Bildung, Forschung und Innovation und von 2022 bis 2024 Mitglied der CDU-Grundsatzkommission Soziale Sicherung.
Reddig war von 2016 bis 2019 Mitglied der Gemeindevertretung Rodenbach, ist seit 2021 Mitglied der Stadtverordnetenversammlung der Stadt Hanau und CDU-Fraktionsvorsitzender, seit 2021 Mitglied des Kreistags des Main-Kinzig-Kreises und seit 2022 Mitglied des Ortsbeirats Hanau-Innenstadt.
Reddig kandidierte bei der Bundestagswahl 2025 im Bundestagswahlkreis Hanau, wo er mit 32,0 Prozent der Erststimmen direkt in den 21. Deutschen Bundestag gewählt wurde und damit Lennard Oehl (SPD) ablöste. Auf der Landesliste stand Reddig auf Platz 20. Er ist Vorsitzender der Jungen Gruppe der CDU/CSU-Bundestagsfraktion sowie Obmann seiner Fraktion im Ausschuss für Kultur und Medien. Zudem gehört er dem Ausschuss für Arbeit und Soziales an.